# Merrill (Oregon)
Pour les articles homonymes, voir Merrill.
Merrill est une petite ville américaine agricole située dans le Sud l'État de l'Oregon et du comté de Klamath. Elle est connue pour être le lieu de naissance de l'auteur de bande dessinée Carl Barks, créateur d'Oncle Picsou en 1947.

## Démographie
Au recensement de 2010, sa population était de 844 habitants dont 308 ménages et 221 familles résidentes. La densité de population était de 291,2 hab/km2
La répartition ethnique était de 70,9 % d'Euro-Américains et 29,1 % d'autres races.
En 2000, le revenu moyen par habitant était de 11 803 dollars avec 24 % vivant sous le seuil de pauvreté.

## Source
- (en) Cet article est partiellement ou en totalité issu de l’article de Wikipédia en anglais intitulé « Merrill, Oregon » (voir la liste des auteurs).